# Bastille (metrostation)
Bastille is een station van de Parijse metro aan lijnen 1, 5 en 8. Zoals de naam al zegt ligt dit station bij de plek waar zich vroeger de Bastille bevond, tegenwoordig Place de la Bastille. Het is in 1900 geopend.
Het station ligt op de grens van het 4e, 11e en 12e arrondissement. Het bevindt zich onder straatniveau, maar lijn 1 ligt boven het Canal Saint-Martin. Vanaf het perron van lijn 1 heeft men uitzicht op de binnenhaven van het Arsenal. Dit is ook de enige plaats binnen Parijs waar lijn 1 het daglicht ziet.
Metrostation Bastille wordt verder aangedaan door lijn 5 en lijn 8. Aan de oostzijde van het perron voor lijn 5 zijn nog delen van de vestingwerken van de Bastille zichtbaar.

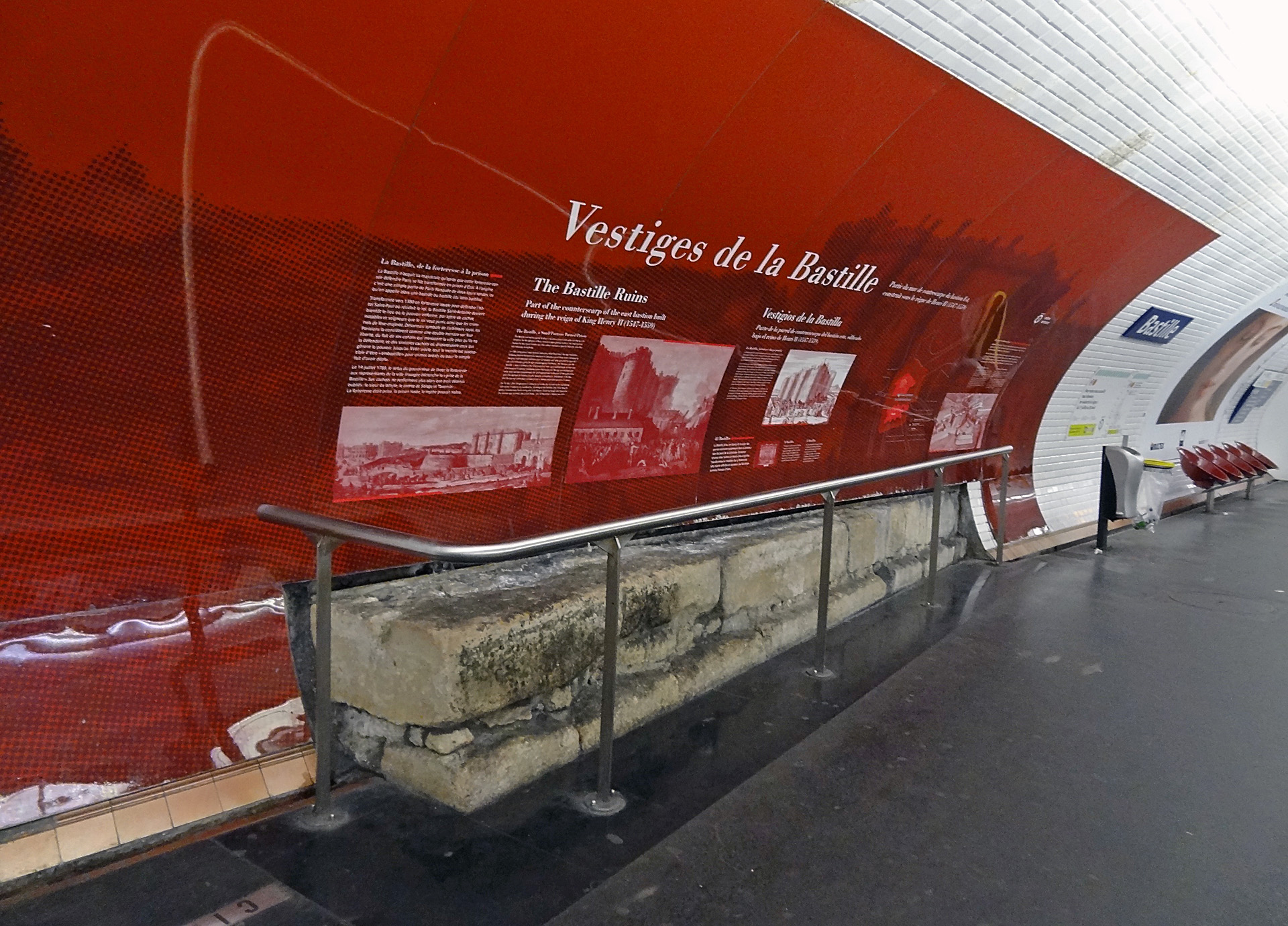
De resten van de fundamenten van de Bastille

In de directe omgeving van het station bevindt zich de Opéra Bastille.
La Défense · 
Esplanade de la Défense · 
Pont de Neuilly · 
Les Sablons · 
Porte Maillot · 
Argentine · 
Charles de Gaulle - Étoile · 
George V · 
Franklin D. Roosevelt · 
Champs Élysées - Clemenceau · 
Concorde · 
Tuileries · 
Palais Royal - Musée du Louvre · 
Louvre - Rivoli · 
Châtelet · 
Hôtel de Ville · 
Saint-Paul · 
Bastille · 
Gare de Lyon · 
Reuilly - Diderot · 
Nation · 
Porte de Vincennes · 
Saint-Mandé · 
Bérault · 
Château de Vincennes
Bobigny - Pablo Picasso · 
Bobigny - Pantin - Raymond Queneau · 
Église de Pantin · 
Hoche · 
Porte de Pantin · 
Ourcq · 
Laumière · 
Jaurès · 
Stalingrad · 
Gare du Nord · 
Gare de l'Est · 
Jacques Bonsergent · 
République · 
Oberkampf · 
Richard-Lenoir · 
Bréguet - Sabin · 
Bastille · 
Quai de la Rapée · 
Gare d'Austerlitz · 
Saint-Marcel · 
Campo-Formio · 
Place d'Italie
Balard ·
Lourmel ·
Boucicaut ·
Félix Faure ·
Commerce ·
La Motte-Picquet - Grenelle ·
Champ de Mars ·
École Militaire ·
La Tour-Maubourg ·
Invalides ·
Concorde ·
Madeleine ·
Opéra ·
Richelieu - Drouot ·
Grands Boulevards ·
Bonne Nouvelle ·
Strasbourg - Saint-Denis ·
République ·
Filles du Calvaire ·
Saint-Sébastian - Froissart ·
Chemin Vert ·
Bastille ·
Ledru-Rollin ·
Faidherbe - Chaligny ·
Reuilly - Diderot ·
Montgallet ·
Daumesnil ·
Michel Bizot ·
Porte Dorée ·
Porte de Charenton ·
Liberté ·
Charenton - Écoles ·
École Vétérinaire de Maisons-Alfort ·
Maisons-Alfort - Stade ·
Maisons-Alfort - Les Juilliottes ·
Créteil - L'Échat ·
Créteil - Université ·
Créteil - Préfecture ·
Pointe du Lac